# Pomnik Friedricha Ludwiga Jahna w Poznaniu
Pomnik Friedricha Ludwiga Jahna (niem. Jahn-Denkmal) – pomnik w Poznaniu upamiętniający niemieckiego teoretyka gimnastyki i propagatora ćwiczeń gimnastycznych Friedricha Ludwiga Jahna. Rozebrany w 1919 roku.
Pomnik usytuowany był przed pierwszą w Poznaniu miejską halą gimnastyczną (niem. Städtische Turnhalle), zbudowaną w 1879 na terenie placu Zielonego (niem. Grüner Platz) zwanego potocznie Zielonymi Ogródkami, późniejszago skweru Zielone Ogródki im. Zbigniewa Zakrzewskiego położonego na obszarze Centrum Poznania.

## Historia
W 1881 roku przedsiębiorca budowlany Antoni Krzyżanowski postawił przed wejściem do hali gimnastycznej granitową kolumnę z wyrzeźbionym orłem. W 1885 na tej kolumnie, z okazji 25-lecia poznańskiego koła Męskiego Związku Gimnastycznego (niem. Männer-Turn-Verein) ustawiono wykonane z cyny popiersie Friedricha Ludwiga Jahna. Autorem był poznański artysta Benno Sametzki. Na popiersiu umieszczono napis „Turnvater Jahn” (Ojciec gimnastyki Jahn). 
W nocy z 3 na 4 kwietnia 1919 po manifestacji w obronie praw Polski do Gdańska i Pomorza Nadwiślańskiego polscy mieszkańcy Poznania obalili pomnik. Cynowe popiersie i granitowa kolumna zawiezione zostały na plac Wilhelmowski (późniejszy plac Wolności). Następnie elementy pomnika przewieziono na podwórze straży pożarnej przy ul. Masztalarskiej z zamiarem wykorzystania ich przy tworzeniu przyszłych polskich pomników.